# Tozeur
Tozeur (arabiska: توزر, berber: ⵜⵓⵣⴻⵔ) är en stad i västra Tunisien. Staden är administrativ huvudort i guvernementet Tozeur och hade 37 365 invånare vid folkräkningen 2014.
Tozeur ligger på det näs som separerar de två saltsjöarna Chott el Djerid och Chott el Gharsa. Området kring staden är känt för sina hägringar, vilka orsakas av den varma luften och saltsjöarnas glittrande mineralsalter.